# فيل ويلان
فيل ويلان (بالإنجليزية: Phil Whelan)‏ (7 مارس 1972 في المملكة المتحدة - ) هو لاعب كرة قدم بريطاني في مركز الدفاع. شارك مع منتخب إنجلترا تحت 21 سنة لكرة القدم. أما مع النوادي، فقد لعب مع أكسفورد يونايتد وإيبسويتش تاون ونادي روذرهام يونايتد ونادي ساوثيند يونايتد ونادي ميدلزبره.

## وصلات خارجية
- فيل ويلان على موقع قاعدة بيانات كرة القدم.إي يو (الإنجليزية)
- فيل ويلان على موقع Soccerbase.com (لاعب) (الإنجليزية)
- فيل ويلان على موقع عالم كرة القدم.نت (الإنجليزية)